# Nhà nước pháp quyền xã hội chủ nghĩa
Ở Việt Nam, khái niệm Nhà nước pháp quyền Xã hội chủ nghĩa lần đầu tiên được nêu ra tại Hội nghị lần thứ hai Ban Chấp hành Trung ương Đảng khoá VII (ngày 29/11/1991) và tiếp tục được khẳng định tại Hội nghị toàn quốc giữa nhiệm kỳ khoá VII của Đảng năm 1994 cũng như trong các văn kiện khác của Đảng. Tiếp theo là tại các Đại hội lần thứ X và XI của Đảng đã có bước phát triển về chất trong nhận thức về xây dựng Nhà nước pháp quyền XHCN ở nước ta .
Thể chế hoá quan điểm xây dựng Nhà nước pháp quyền XHCN của Đảng, Điều 2 Hiến pháp năm 2013 khẳng định: “1. Nhà nước Cộng hòa XHCN Việt Nam là Nhà nước pháp quyền XHCN của Nhân dân, do Nhân dân, vì Nhân dân; 2. Nước Cộng hòa XHCN Việt Nam do Nhân dân làm chủ, tất cả quyền lực nhà nước thuộc về Nhân dân mà nền tảng là liên minh giữa giai cấp công nhân với giai cấp nông dân và đội ngũ trí thức; 3. Quyền lực nhà nước là thống nhất có sự phân công, phối hợp, kiểm soát giữa các cơ quan nhà nước trong việc thực hiện các quyền lập pháp, hành pháp, tư pháp”.

## Chiến lược xây dựng và hoàn thiện
Theo tờ Tạp Chí Cộng Sản, ngày 3-7-2021, Ban Chỉ đạo xây dựng Đề án “Chiến lược xây dựng và hoàn thiện Nhà nước pháp quyền xã hội chủ nghĩa Việt Nam đến năm 2030, định hướng đến năm 2045” đã họp Phiên thứ nhất tại Hà Nội dưới sự chủ trì của Ủy viên Bộ Chính trị, Chủ tịch nước Nguyễn Xuân Phúc, Trưởng Ban Chỉ đạo .
Những vấn đề được nghiên cứu và thảo luận bao gồm: cân nhắc đổi mới tổ chức Viện Kiểm sát, quản lý thi hành án, đổi mới phương thức lãnh đạo của Đảng, tình trạng cấp ủy bao biện, làm thay công việc nhà nước, phân cấp, phân quyền cho địa phương, sắp xếp đơn vị hành chính, dân chủ đại diện, chống tham nhũng trong bộ máy Nhà nước, thu gọn đầu mối cơ quan điều tra… 